# ميخائيل بيستشاستنيخ
ميخائيل بيستشاستنيخ (بالروسية: Михаил Евгеньевич Бесчастных)‏ هو حكم كرة قدم ولاعب كرة قدم روسي في مركز الوسط، ولد في 1 أبريل 1974 في موسكو في روسيا. لعب مع دينامو ستافروبول وروبين قازان وسبارتاك موسكو وشينيك ياروسلافل ونادي فنتسبيلس.